# Liga 1 2023-2024 (calcio Moldavia)
La Liga 1 2023-2024 è stata la 33ª edizione della seconda serie del campionato moldavo di calcio. La stagione è iniziata il 18 agosto 2023 ed è terminata l'8 maggio 2024.

## Stagione

### Novità
Al termine della stagione 2022-2023 sono retrocesse in Liga 2 Olimp Comrat e FCM Ungheni. Sono state ammesse in Super Liga il Florești e lo Spartanii Selemet. Sono salite dalla Liga 2 Iskra Rîbnița e Univer Comrat.
Dalla Super Liga è retrocessa la Dinamo-Auto.
Il Văsieni e il Sucleia non si sono iscritte a questa edizione del campionato. Complice anche la mancata iscrizione dello Sfîntul Gheorghe in Super Liga, che ha portato alla promozione dello Spartanii Selemet, sono state successivamente ripescate Olimp Comrat e FCM Ungheni. Infine il Saksan, inattivo nella scorsa stagione, è stato ammesso a questa edizione della Liga 1.

### Formula
Le dodici squadre si affrontano in due fasi di campionato.
Nella prima fase le dodici squadre vengono suddivise in due gironi da sei squadre ciascuno, affrontandosi tre volte, per un totale di quindici giornate. Le prime due classificate di tali gironi accedono alla Gruppo 1 della Seconda Fase, al quale prendono parte anche le ultime due classificate della prima fase della Super Liga 2023-2024. La prima classificata del Gruppo 1, si qualifica alla Super Liga 2023-2024, le restanti cinque squadre accedono ai play-off.
Le formazioni che nella prima fase si sono piazzate tra il terzo e il sesto posto nel proprio girone, accedono al Gruppo 2 della Seconda Fase. Le ultime due classificate di tale fase, retrocedono in Liga 2, le restanti accedono ai play-off.
I play-off si disputano in gara unica in casa della formazione meglio piazzata. La vittoria dei play-off non consente l'automatica partecipazione alla Super Liga, poiché è la Federcalcio moldava ad assegnare la Licenza Nazionale (valida per la partecipazione alla Super Liga) in base ai criteri economici e strutturali delle società di Liga 1. In caso di rilascio di Licenza Nazionale a più di un club, la formazione col miglior cammino nell'arco dei play-off ottiene il diritto di partecipare alla Super Liga 2024-2025.

### Avvenimenti
Prima dell'inizio della seconda fase, la Dinamo-Auto si è ritirata dal campionato per mancanza di fondi e sponsorizzazioni. Tutte le rimanenti gare in programma della Dinamo-Auto, sono state assegnate a tavolino alle avversarie col punteggio di 3-0.
Il 10 maggio 2024 il Florești, vincitore del Gruppo 1 della Seconda Fase, ottiene dalla federcalcio moldava la Licenza Nazionale, valida per disputare il campionato di Super Liga. Tale Licenza gli era stata precedentemente negata. Successivamente viene ammesso alla Super Liga anche lo Spartanii Selemet, poiché unica squadra provvista di Licenza Nazionale, oltre al già citato Florești.

## Prima fase

### Gruppo A

#### Classifica finale
|  | Pos. | Squadra            | Pt | G  | V  | N | P  | GF | GS | DR  |
|  | ---- | ------------------ | -- | -- | -- | - | -- | -- | -- | --- |
|  | 1.   | Victoria Chișinău  | 34 | 15 | 11 | 1 | 3  | 46 | 17 | +29 |
|  | 2.   | Sheriff Tiraspol B | 32 | 15 | 10 | 2 | 3  | 38 | 10 | +28 |
|  | 3.   | Speranța Drochia   | 21 | 15 | 6  | 3 | 6  | 14 | 15 | -1  |
|  | 4.   | Iskra Rîbnița      | 21 | 15 | 6  | 3 | 6  | 24 | 32 | -8  |
|  | 5.   | FCM Ungheni        | 20 | 15 | 6  | 2 | 7  | 38 | 30 | +8  |
|  | 6.   | Dinamo-Auto        | 1  | 15 | 0  | 1 | 13 | 6  | 62 | -56 |

Legenda:
      Ammesse al Gruppo 1 della Seconda Fase
      Ammesse al Gruppo 2 della Seconda Fase
Note:
Tre punti a vittoria, uno a pareggio, zero a sconfitta.

#### Risultati
Partite (1-10)
|                    | Din  | FCM  | Isk  | She  | Spe  | Vic  |
| ------------------ | ---- | ---- | ---- | ---- | ---- | ---- |
| Dinamo-Auto        | –––– | 1-5  | 1-4  | 0-3  | 1-2  | 0-3  |
| FCM Ungheni        | 6-0  | –––– | 3-1  | 3-1  | 2-1  | 1-1  |
| Iskra Rîbnița      | 1-0  | 3-2  | –––– | 1-1  | 2-1  | 0-2  |
| Sheriff Tiraspol B | 8-0  | 1-0  | 4-0  | –––– | 1-0  | 3-2  |
| Speranța Drochia   | 0-0  | 2-1  | 1-0  | 0-2  | –––– | 1-3  |
| Victoria Chișinău  | 4-1  | 5-3  | 7-1  | 1-0  | 1-0  | –––– |

Partite (11-15)
|                    | Din  | FCM  | Isk  | She  | Spe  | Vic  |
| ------------------ | ---- | ---- | ---- | ---- | ---- | ---- |
| Dinamo-Auto        | –––– | –––– | –––– | 0-7  | 1-3  | –––– |
| FCM Ungheni        | 7-0  | –––– | –––– | –––– | 0-0  | 3-6  |
| Iskra Rîbnița      | 6-1  | 3-1  | –––– | –––– | –––– | –––– |
| Sheriff Tiraspol B | –––– | 5-1  | 1-1  | –––– | –––– | 1-0  |
| Speranța Drochia   | –––– | –––– | 0-0  | 1-0  | –––– | 2-1  |
| Victoria Chișinău  | 3-0  | –––– | 7-1  | –––– | –––– | –––– |

### Gruppo B

#### Classifica finale
|  | Pos. | Squadra            | Pt | G  | V  | N | P  | GF | GS | DR  |
|  | ---- | ------------------ | -- | -- | -- | - | -- | -- | -- | --- |
|  | 1.   | Saksan             | 35 | 15 | 10 | 5 | 3  | 44 | 14 | +30 |
|  | 2.   | Univer Comrat      | 33 | 15 | 10 | 3 | 2  | 33 | 18 | +15 |
|  | 3.   | Speranis Nisporeni | 19 | 15 | 5  | 4 | 6  | 26 | 28 | -2  |
|  | 4.   | Fălești            | 17 | 15 | 5  | 2 | 8  | 24 | 32 | -8  |
|  | 5.   | Olimp Comrat       | 17 | 15 | 4  | 5 | 6  | 19 | 24 | -5  |
|  | 6.   | Real Succes        | 5  | 15 | 1  | 1 | 13 | 14 | 44 | -30 |

Legenda:
      Ammesse al Gruppo 1 della Seconda Fase
      Ammesse al Gruppo 2 della Seconda Fase
Note:
Tre punti a vittoria, uno a pareggio, zero a sconfitta.

#### Risultati
Partite (1-10)
|                    | Făl  | Oli  | Rea  | Sak  | Spe  | Uni  |
| ------------------ | ---- | ---- | ---- | ---- | ---- | ---- |
| Fălești            | –––– | 2-1  | 1-0  | 1-2  | 0-0  | 1-2  |
| Olimp Comrat       | 2-3  | –––– | 3-1  | 1-1  | 2-2  | 0-2  |
| Real Succes        | 0-3  | 1-1  | –––– | 0-5  | 0-3  | 0-3  |
| Saksan             | 2-0  | 1-1  | 4-2  | –––– | 0-0  | 1-1  |
| Speranis Nisporeni | 0-1  | 2-0  | 2-1  | 1-3  | –––– | 3-2  |
| Univer Comrat      | 3-0  | 0-0  | 2-1  | 3-3  | 2-1  | –––– |

Partite (11-15)
|                    | Făl  | Oli  | Rea  | Sak  | Spe  | Uni  |
| ------------------ | ---- | ---- | ---- | ---- | ---- | ---- |
| Fălești            | –––– | 0-1  | 2-5  | 4-7  | –––– | –––– |
| Olimp Comrat       | –––– | –––– | –––– | 0-3  | 3-1  | –––– |
| Real Succes        | –––– | –––– | –––– | 1-2  | 1-5  | 1-2  |
| Saksan             | –––– | –––– | 6-0  | –––– | 5-0  | –––– |
| Speranis Nisporeni | 4-4  | –––– | –––– | –––– | –––– | 2-4  |
| Univer Comrat      | 3-2  | 4-2  | –––– | 0-1  | –––– | –––– |

## Seconda fase

### Gruppo 1

#### Classifica finale
|  | Pos. | Squadra           | Pt | G  | V | N | P | GF | GS | DR  |
|  | ---- | ----------------- | -- | -- | - | - | - | -- | -- | --- |
|  | 1.   | Florești          | 23 | 10 | 7 | 2 | 1 | 21 | 6  | +15 |
|  | 2.   | Victoria Chișinău | 22 | 10 | 7 | 1 | 2 | 21 | 12 | +9  |
|  | 3.   | Saksan            | 16 | 10 | 5 | 1 | 4 | 14 | 14 | 0   |
|  | 4.   | Spartanii Selemet | 13 | 10 | 4 | 1 | 5 | 14 | 19 | -5  |
|  | 5.   | Univer Comrat     | 11 | 10 | 3 | 2 | 5 | 21 | 15 | +6  |
|  | 6.   | Speranța Drochia  | 1  | 10 | 0 | 1 | 9 | 4  | 29 | -25 |

Legenda:
      Ammesse alla Super Liga 2024-2025.
 Ammesse ai play-off.
      Vincitore dei play-off.
Note:
Tre punti a vittoria, uno a pareggio, zero a sconfitta.

#### Risultati
|                   | Flo  | Sak  | Spa  | Spe  | Uni  | Vic  |
| ----------------- | ---- | ---- | ---- | ---- | ---- | ---- |
| Florești          | –––– | 2-2  | 3-0  | 3-0  | 1-1  | 4-0  |
| Saksan            | 0-1  | –––– | 1-3  | 1-0  | 0-3  | 0-1  |
| Spartanii Selemet | 1-2  | 2-4  | –––– | 2-1  | 2-1  | 0-1  |
| Speranța Drochia  | 0-3  | 0-2  | 1-2  | –––– | 0-3  | 1-1  |
| Univer Comrat     | 1-2  | 1-2  | 1-1  | 7-0  | –––– | 2-3  |
| Victoria Chișinău | 1-0  | 1-2  | 4-1  | 5-1  | 4-1  | –––– |

### Gruppo 2

#### Classifica finale
|  | Pos. | Squadra            | Pt | G | V | N | P | GF | GS | DR  |
|  | ---- | ------------------ | -- | - | - | - | - | -- | -- | --- |
|  | 1.   | Sheriff Tiraspol B | 19 | 7 | 6 | 1 | 0 | 28 | 5  | +23 |
|  | 2.   | Olimp Comrat       | 15 | 7 | 5 | 0 | 2 | 17 | 8  | +9  |
|  | 3.   | Speranis Nisporeni | 13 | 7 | 4 | 1 | 2 | 10 | 6  | +4  |
|  | 4.   | FCM Ungheni        | 11 | 7 | 3 | 2 | 2 | 12 | 15 | -3  |
|  | 5.   | Fălești            | 10 | 7 | 3 | 1 | 3 | 11 | 17 | -6  |
|  | 6.   | Iskra Rîbnița      | 9  | 7 | 3 | 0 | 4 | 10 | 10 | 0   |
|  | 7.   | Real Succes        | 4  | 7 | 1 | 1 | 5 | 11 | 17 | -6  |
|  | 8.   | Dinamo-Auto        | 0  | 7 | 0 | 0 | 7 | 0  | 21 | -21 |

Legenda:
 Ammesse ai play-off.
      Retrocessa in Liga 2 2024-2025.
      Esclusa a campionato in corso.
Note:
Tre punti a vittoria, uno a pareggio, zero a sconfitta.

#### Risultati
|                    | Din  | Făl  | FCM  | Isk  | Oli  | Rea  | She  | Spe  |
| ------------------ | ---- | ---- | ---- | ---- | ---- | ---- | ---- | ---- |
| Dinamo-Auto        | –––– | 0-3  | –––– | 0-3  | 0-3  | –––– | 0-3  | –––– |
| Fălești            | –––– | –––– | 2-2  | –––– | 2-1  | 3-2  | –––– | –––– |
| FCM Ungheni        | 3-0  | –––– | –––– | 2-1  | –––– | 2-1  | –––– | 2-2  |
| Iskra Rîbnița      | –––– | 2-1  | –––– | –––– | –––– | 3-0  | –––– | 0-1  |
| Olimp Comrat       | –––– | –––– | 3-0  | 3-1  | –––– | 4-1  | –––– | 2-1  |
| Real Succes        | 3-0  | –––– | –––– | –––– | –––– | –––– | 3-3  | 1-2  |
| Sheriff Tiraspol B | –––– | 9-0  | 6-1  | 3-0  | 3-1  | –––– | –––– | –––– |
| Speranis Nisporeni | 3-0  | 1-0  | –––– | –––– | –––– | –––– | 0-1  | –––– |

## Play-off

### Primo turno
|                    | Risultati |               | Luogo e data             |
| ------------------ | --------- | ------------- | ------------------------ |
| Sheriff Tiraspol B | n/d       | Iskra Rîbnița |                          |
| Olimp Comrat       | 3 - 0     | Fălești       | Comrat, 4 maggio 2024    |
| Speranis Nisporeni | 3 - 2     | FCM Ungheni   | Nisporeni, 4 maggio 2024 |

### Quarti di finale
|                   | Risultati       |                    | Luogo e data                 |
| ----------------- | --------------- | ------------------ | ---------------------------- |
| Spartanii Selemet | 1 - 2 (dts)     | Iskra Rîbnița      | Chișinău, 11 maggio 2024     |
| Saksan            | 0 - 0 (5-4 dtr) | Olimp Comrat       | Ceadîr-Lunga, 11 maggio 2024 |
| Univer Comrat     | 2 - 1           | Speranța Drochia   | Comrat, 11 maggio 2024       |
| Victoria Chișinău | 3 - 0           | Speranis Nisporeni | Chișinău, 11 maggio 2024     |

### Semifinali
|                   | Risultati |               | Luogo e data                 |
| ----------------- | --------- | ------------- | ---------------------------- |
| Saksan            | 4 - 0     | Iskra Rîbnița | Ceadîr-Lunga, 17 maggio 2024 |
| Victoria Chișinău | 3 - 0     | Univer Comrat | Chișinău, 17 maggio 2024     |

### Finale
|                   | Risultati |        | Luogo e data             |
| ----------------- | --------- | ------ | ------------------------ |
| Victoria Chișinău | 1 - 0     | Saksan | Chișinău, 23 maggio 2024 |